# Pantico Rocha
Pantico Rocha, nome artístico de Francisco Carlos de Oliveira Rocha (Sousa, 4 de setembro de 1962) é um baterista, percussionista, violonista, compositor e produtor musical brasileiro. Nascido na Paraíba, criado no Cariri cearense e em Fortaleza e radicado no Rio de Janeiro desde 1988, há 25 anos é baterista do músico Lenine. Entre um show e outro, dedica parte do tempo na conclusão do seu terceiro disco autoral “Tudo que passa é permanente”. Além disso, ele também assina projetos musicais de blocos de carnaval, bandas independentes, imprimindo sua marca como instrumentista, compositor e produtor musical.
Nestes 37 anos de carreira, traz na bagagem a experiência de ter tocado com grandes nomes da música brasileira como Maria Bethânia, Jane Duboc, Nelson Ned, Nelson Gonçalves, Lobão, Leny Andrade, Flávio Venturini, Boca Livre, César Camargo Mariano e outros. Mesmo atuando em várias áreas da música, é hoje um baterista de referência nacional, em busca constante da evolução e aperfeiçoamento na qualidade musical.

## História
A sua relação com a música é de raíz, formada por uma família de músicos cantores. Quando morava no Cariri, em Crato e Jardim, começou na percussão tocando e brincando com surdo, tamborim e caxixi nos carnavais da cidade. Ao chegar em Fortaleza, nos anos 70, conheceu o violão e foi participar de um grupo de jovens de igreja, onde tocava atabaque. Ao se inscreverem em um festival da canção, Pantico quis introduzir a bateria na música escolhida e ensaiou de favor numa banda de baile. Com 17 anos de idade começou sua fase musical como baterista, formou a banda Nova Safra e, com muita dedicação, um ano depois já tocava com quase todo mundo de Fortaleza.
Aos 19 anos entrou para o curso de Música na UECE para aprender a ler partitura. Montou a banda instrumental chamada Oficina, composta por estudantes da universidade, que passou a realizar trabalhos profissionais e acompanhar várias bandas que chegavam em Fortaleza. Integrou também a já consolidada banda Quinteto Agreste, trazendo novas projeções à sua carreira, com disco gravado no Rio de Janeiro. O sucesso da banda e o incentivo dos amigos contribuíram para que Pantico e três amigos fizessem as malas para conquistar novos espaços na capital fluminense.

### Rio de Janeiro
Quando chegou no Rio em 1988, o músico cearense Manassés, que já tocava com grandes nomes da MPB, indicou Pantico para tocar bateria com diversos músicos, um costume comum do meio musical. Nestas indicações, acabou tocando com Tim Maia, Lobão e outros. Mas foi depois de gravar com César Camargo Mariano o disco “Natural”, em 93, que a carreira de Pantico Rocha ganhou maior visibilidade. 
Logo depois tocou com a Bethânia numa turnê e, a partir daí, Pantico não saiu mais da estrada. Ele rodou por todo o Brasil com diversos músicos e tocou em países como Argentina, Alemanha, Canadá, Chile, Estados Unidos, França, Espanha, Holanda, Inglaterra, Japão, Marrocos, Portugal, Rússia, Suíça e Uruguai. Participou também de festivais como Rock in Rio (Brasil e Lisboa), Festival de Paleo, Festival de Nice e outros.
Foi produtor musical de discos como “O Trovador” – uma homenagem a Evaldo Gouveia – com a participação de Dominguinhos, Elba Ramalho, Lenine, Leni Andrade, Casuarina, Jane Duboc, Sérgio Loroza e Zé Renato, e de discos dos artistas Isaac Cândido, banda Academia, dentre outros trabalhos de produção.

## Discografia
- (2012) Nem Samba Nem Sandra Nem Mar (Pantico Rocha)
- (2007) O Barulho do Sol do Meio-dia (Pantico Rocha)